# Distrito Telefónica
Distrito Telefónica is het hoofdkantoor van het Spaanse telecommunicatiebedrijf Telefónica en is gelegen in de Madrileense wijk Las Tablas van de barrio Valverde, gelegen in het noordelijk stadsdistrict Fuencarral-El Pardo.
Het is bereikbaar vanaf de A-1 (Autovía del Norte) en de ringweg M-40 en ligt net ten noordwesten van het knooppunt van deze beide. Lijn 10 van de metro van Madrid bedient het gebouwencomplex met het station Ronda de la Comunicación direct onder de noordelijke vleugel van het gebouwencomplex. Oorspronkelijk heette het hoofdkantoor "Distrito C" (Distrito de las Comunicaciones), in oktober 2011 werd het omgedoopt tot "Distrito Telefónica".
Het gebouwencomplex is een architectonisch project onder leiding van Rafael de La-Hoz Castanys. De bouwwerken werden in 36 maanden uitgevoerd op een oppervlakte van 370.000 vierkante meter in Las Tablas, een uitbreidingsgebied in het noordoosten van Madrid in de buurt van de voorstad Alcobendas. De gebouwen, met bijzonder veel glaswanden, hebben een oppervlakte van 140.000 vierkante meter. Het ontwerp van het Telefónica-complex voorzag in aanzienlijke besparingen op airconditioning, van 15% in de winter tot 34% in de zomer, waardoor de CO2-uitstoot met ongeveer 5.000 ton per jaar wordt verminderd. De keuze voor glazen gevels zorgt voor een verlichtingsbesparing van 42%, wat een zeer aanzienlijke vermindering van het energieverbruik betekende. Het zijn dertien gebouwen die bedoeld zijn voor kantoren, waarvan vier met tien verdiepingen aan de uiteinden, en daartussen gestructureerd in een rechthoek rond een binnentuin vier met vier verdiepingen, vier met drie verdiepingen en nog een centraal bouwwerk, alle overkoepeld door een groot schaduwgevend afdak. Daarnaast omvat het complex een winkelcentrum dat open is voor het publiek en verschillende extra gebouwen voor ondersteunende diensten (polikliniek, banken, apotheek, opticien, kapper, Movistar-winkel en zelfs een kleine Corte Inglés). Het doel van Distrito Telefónica is om alle middelen van het bedrijf op dezelfde locatie samen te brengen, om aanzienlijke besparingen in de structuur en een grotere efficiëntie in het beheer te realiseren.
De investering bedroeg meer dan 500 miljoen euro en werd voornamelijk gefinancierd met de verkoop of verhuur van verschillende eigendommen die Telefónica in Madrid bezat. In het Distrito Telefónica circuleren gemiddeld 14.000 mensen, voornamelijk het eigen personeel van de groep, maar ook bezoekers.
De voorzitter van Telefónica, César Alierta, ondertekende een overeenkomst met de toenmalige burgemeester van Madrid, Alberto Ruiz-Gallardón, voor de landschapsarchitectuur van de buitenomtrek van het Distrito Telefónica. Een zone van ongeveer 22 hectare werd gesaneerd, hersteld en ging aangelegd worden tot een vrij toegankelijk natuurgebied en stadsbos met zo'n 2.000 bomen, 41.000 struiken, twee hectare gras, 3.000 klimplanten en 18.000 onderstruiken.